# Siershahn

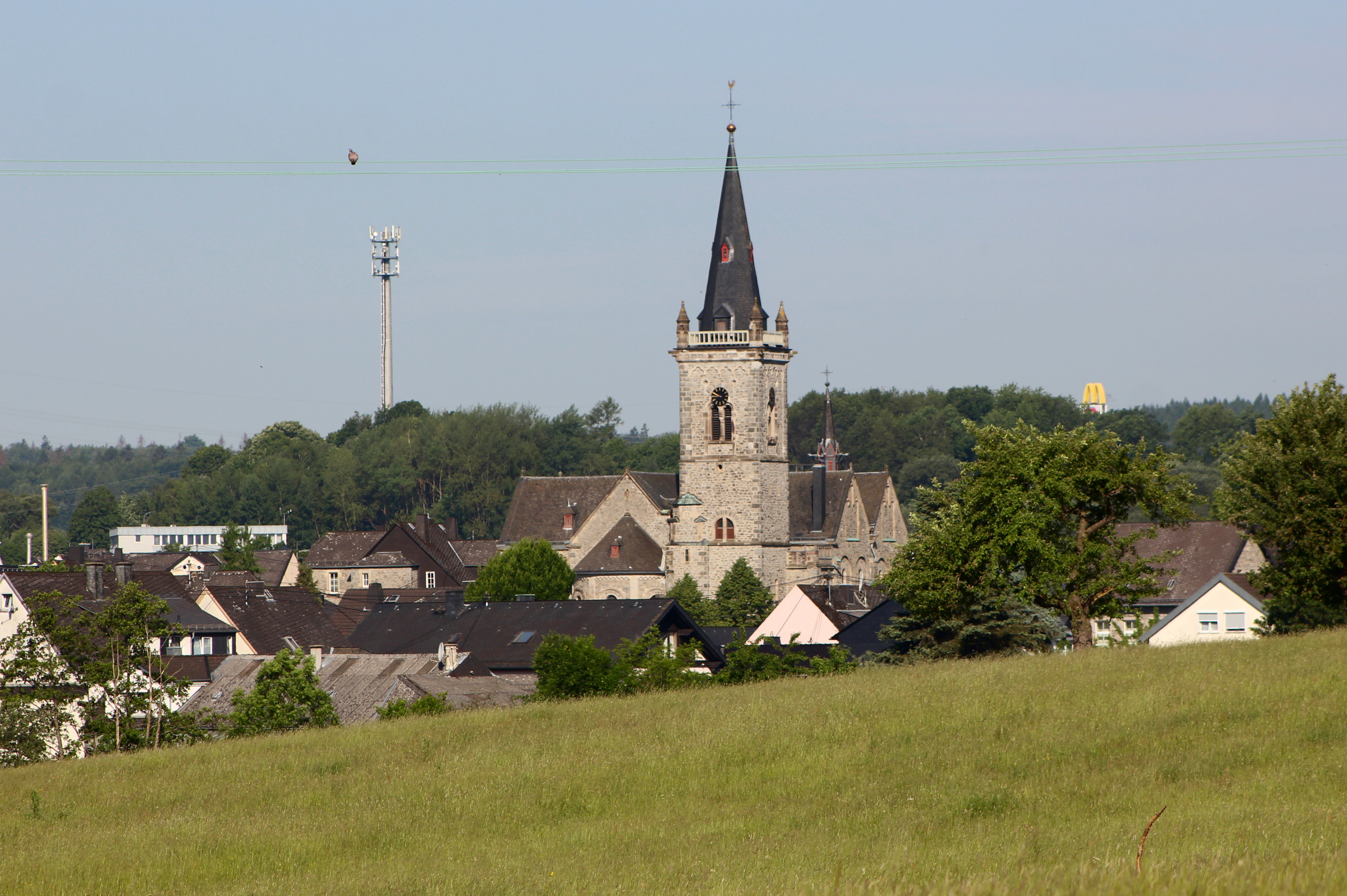
Ansicht von Siershahn

Siershahn ist eine Ortsgemeinde im Westerwaldkreis in Rheinland-Pfalz. Sie gehört der Verbandsgemeinde Wirges an.

## Geschichte

### Ortsgeschichte
- Ton-Funde aus der La-Tène-Zeit etwa 400 v. Chr.
- erste urkundliche Erwähnung 1211 als Sigarshagen

Die Endung -hahn lässt eine Gründung vor dem Ende des 10. Jahrhunderts als unwahrscheinlich erscheinen. Bis ins 19. Jahrhundert hinein dominierte in Siershahn die Landwirtschaft, bis der Ort sich durch den Bau der Eisenbahn (1884) als Verkehrsknoten für den Abtransport von Ton und Tonerzeugnissen aus dem Kannenbäckerland etablierte. Die Grubenbetreiber, die um Siershahn Ton abbauten, mussten sich verpflichten, in Siershahn eine Stein- und Plattenfabrik aufzubauen, die zwei Drittel des im Umland abgebauten Tons verarbeitete. Als Fabrikarbeiter durften nur Siershahner Einwohner eingestellt werden. So wuchs der kleine Ort rasch. Zwischen 1871 und 1905 verdoppelte sich die Einwohnerzahl von knapp 600 auf über 1000. 2008 hatte der Ort fast 3000 Einwohner.
1989 wurde die 1884 eröffnete Brexbachtalbahn, die von Siershahn aus den Westerwald mit dem Rheintal verband, stillgelegt. Der Abtransport des Tones erfolgt seither per Lkw und über die Bahnstrecke Siershahn-Limburg. Bis 2009 wurde das erste Teilstück der Brexbachtalbahn von Siershahn bis Grenzau von einem Verein von „Bahnenthusiasten“ wieder reaktiviert. Es führt durch die schönen Täler des Brexbach und Masselbach und wird ausschließlich für historische Fahrten genutzt. Am Ende soll die Strecke wieder bis zur ursprünglichen Endstation Engers (bei Neuwied) befahrbar sein.

### Gefangenenlager „Am Berggarten“
Am 13. Mai 1945 begann der Ausbau des Gefangenenlagers „Am Berggarten“ durch die amerikanische Besatzungsmacht. Ca. 100 Morgen landwirtschaftlich genutztes Gelände zwischen Poststraße und Autobahn – einschließlich der Werksanlagen der Keramchemie – wurde mit zwei Meter hohen Stacheldrahtzäunen umgeben. In dem Lager wurden 25.000 bis 30.000 Gefangene (ehemalige Soldaten – darunter zahlreiche Versehrte, Amputierte – aber auch zahlreiche Zivilisten) unter freiem Himmel zusammengepfercht.
Am 8. Juli 1945 wurde das Lager der französischen Besatzungsmacht übergeben. Wie die Außenwelt das Lager erlebte, zeigt ein Bericht des „Grafen Meran“, der am 27. August 1945 die Werksleitung der Keramchemie aufsuchte: „Ein Blick in das kreuz und quer mit Stacheldraht umzäunte und mit Laufstegen durchsetze Gelände, das mit Wachtürmen umgeben war, war ein Blick ins Elend und in die Trostlosigkeit. Die Erde von den Bahngleisen bis zur Höhe des Berges bewegte sich von Menschen, die im Schlamm der Erde, die sich durch die häufigen Regengüsse in einen Sumpf verwandelt hatte, lagen. Ein Inferno, das derjenige, der es gesehen hat, niemals vergessen wird. Was durch Hunger, Krankheit und Verzweiflung Tausende damals auf nackter Erde erleben mussten, ist unvorstellbar, und viele Menschen haben das Lager nicht mehr lebend verlassen. Ununterbrochen fielen Schüsse, und es war lebensgefährlich, sich dem Stacheldraht zu nähern.“
Anfang August 1945 begann die Auflösung des Lagers. Alle, die unter 17 und über 40 Jahre alt waren und nicht zu einer Waffen-SS- oder Polizeiformation gehörten, wurden entlassen. Alle anderen wurden in Marschblocks zu je 500 oder 1000 Mann eingeteilt und auf Lkw getrieben und abtransportiert. Anfang September 1945 war das Lager zur Hälfte geleert, und täglich gingen die Lastwagentransporte in das nahe gelegene Rheinwiesenlager Andernach. Dort erfolgte bald darauf die Verladung in Viehwaggons zum Weitertransport nach Frankreich.
1961 richtete die Landesregierung in Zusammenarbeit mit dem Volksbund „Deutsche Kriegsgräberfürsorge“ auf dem Siershahner Friedhof für die Toten des Lagers eine Kriegsgräberstätte ein, die am Volkstrauertag 1961 feierlich eingeweiht wurde.

### Bevölkerungsentwicklung
Die Entwicklung der Einwohnerzahl von Siershahn, die Werte von 1871 bis 1987 beruhen auf Volkszählungen:
| Jahr | Einwohner |
| 1815 | 391       |
| 1835 | 495       |
| 1871 | 580       |
| 1905 | 1.076     |
| 1939 | 1.736     |
| 1950 | 2.072     |

| Jahr | Einwohner |
| 1961 | 2.395     |
| 1970 | 2.650     |
| 1987 | 2.606     |
| 1997 | 2.679     |
| 2005 | 2.859     |
| 2023 | 2.982     |

## Religion
Die meisten Einwohner sind katholisch. Im Ortszentrum befindet sich die 1907 fertiggestellte katholische Pfarrkirche Herz Jesu.
Die katholische Ordensgemeinschaft Arme Dienstmägde Jesu Christi (Ordenskürzel: ADJC; auch: Dernbacher Schwestern) unterhielten vom 24. Oktober 1926 bis zum 1. Juni 1963 das sog. St. Raphaelshaus im Ort. Die Schwestern arbeiteten in der ambulanten Krankenpflege, im Kindergarten und in der Nähschule.
Rund 350 Einwohner sind evangelisch. 1961–1963 wurde in Siershahn eine evangelische Kirche gebaut. Am Ostersonntag 2009 hat sich die evangelische Martin-Luther-Gemeinde von ihrer Kirche in Siershahn mit einem letzten Gottesdienst verabschiedet. Da die bauliche Qualität des Kirchengebäudes mangelhaft war, beschloss die Kirchenleitung im August 2011 die Kirche abzureißen, was im Frühjahr 2012 erfolgte. Außerdem gibt es Versammlungsräume der alevitischen Gemeinschaft Koblenz.

## Politik

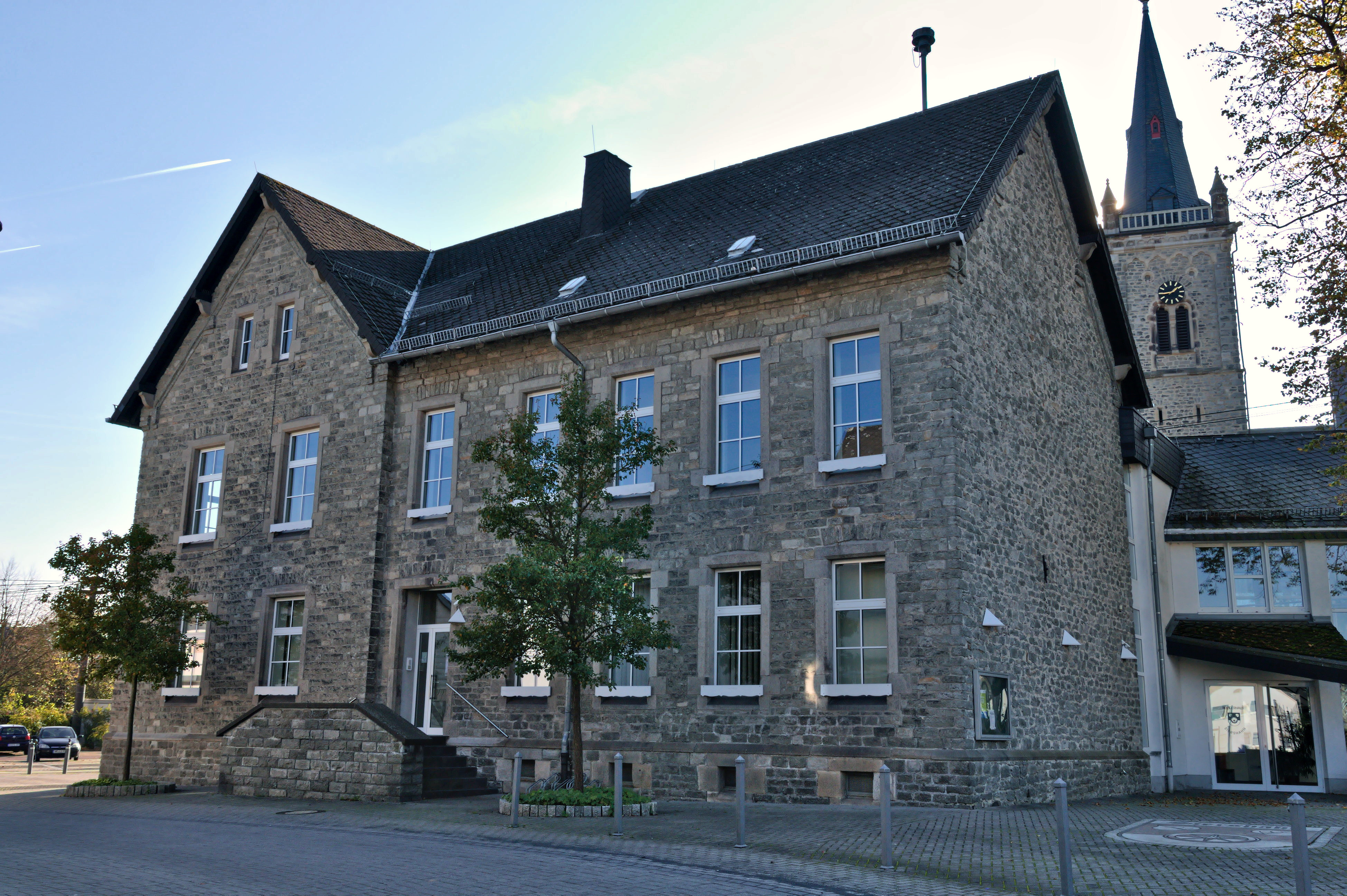
Bürgerhaus

### Bürgermeister
Alwin Scherz (CDU) wurde am 6. Juli 2009 Ortsbürgermeister von Siershahn. Bei den 
nachfolgenden Wahlen wurde er jeweils wiedergewählt.
Vorgänger von Scherz als Ortsbürgermeister war von 1987 bis 2009 Gustav Böckling.

### Wappen
Die Wappenbeschreibung lautet: „In rotsilbern geteiltem Schild ein Rad mit acht Speichen in verwechselten Farben (der Mittelpunkt des Rades auf der Teilungslinie gleich weit von den Seitenrändern und vom unteren Rand des Schildes entfernt), oben rechts und links von zwei silbernen Lindenblättern begleitet, deren Spitze in die jeweilige Schildecke weist.“

## Kultur und Sehenswürdigkeiten

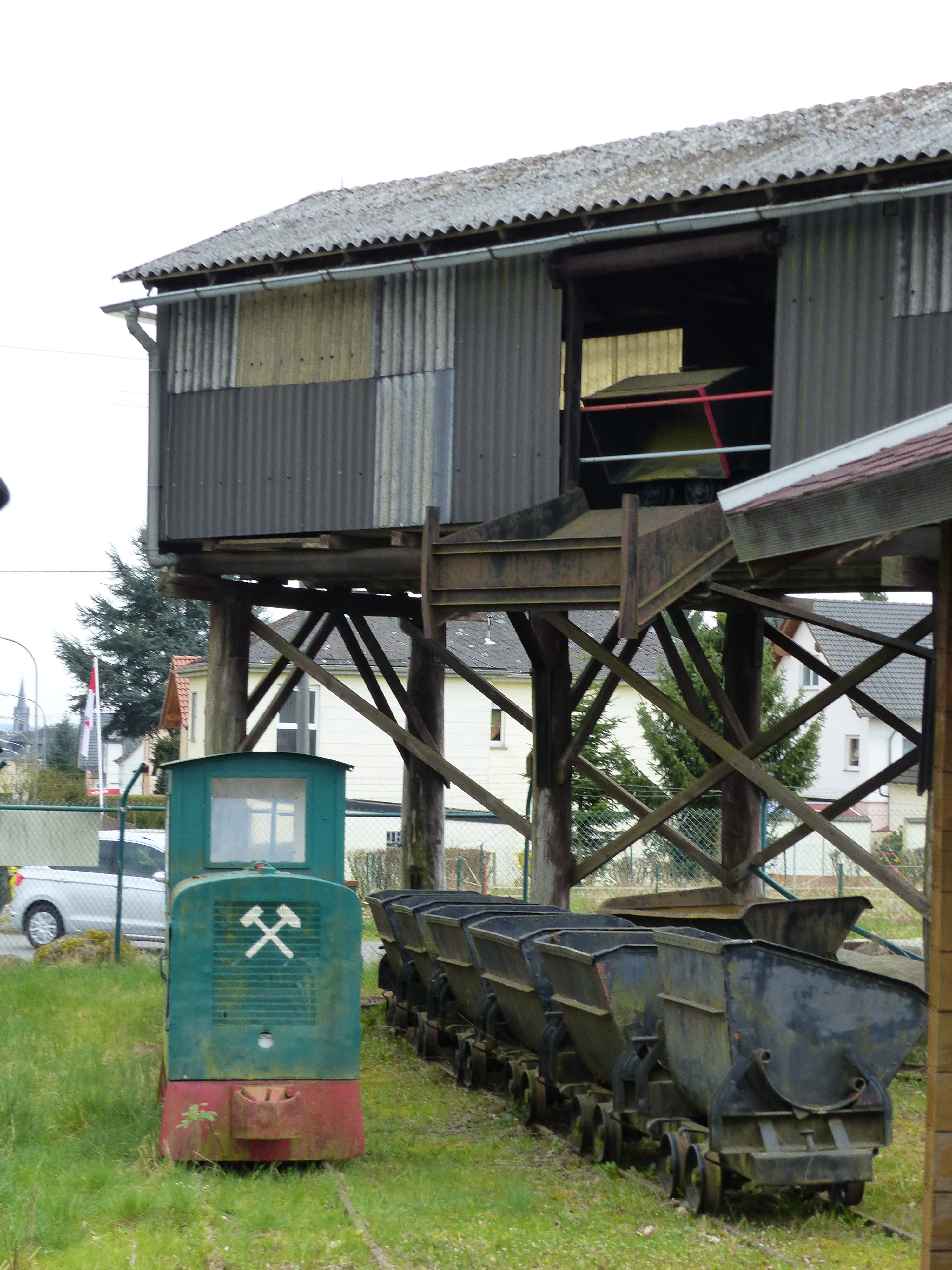
Tonbergbaumuseum

### Denkmäler
Siehe Liste der Kulturdenkmäler in Siershahn sowie Liste der Naturdenkmale in Siershahn.

### Museen
- Tonbergbaumuseum

## Wirtschaft und Infrastruktur

### Ansässige Unternehmen
Das traditionsreichste und größte Unternehmen Siershahns ist die seit 2010 von der Steuler Holding GmbH aus Höhr-Grenzhausen geführte STEULER-KCH GmbH (bis 2010 Keramchemie bzw. KCH Group GmbH ).
Nach dem Zweiten Weltkrieg war das Werksgelände Teil des Gefangenenlagers Am Berggarten.

### Bildungs- und Erziehungsinstitutionen
- Overberg-Grundschule
- Berggartenschule
- Katholischer Kindergarten

### Öffentliche Gebäude
- Bürgerhaus Siershahn
- Grillhütte Am Wasserturm
- Mehrzweckhalle
- Sportplatzgelände „Eisenbahner Sportpark“

### Verkehr
Straßenverkehr
- Die nächste Autobahnanschlussstelle ist Ransbach-Baumbach an der A 3 Köln–Frankfurt am Main, etwa zwei Kilometer entfernt.
- Siershahn hat mehrere Umgehungsstraßen, damit die Lkw nicht wie früher durch den Ort fahren.

Schienenverkehr

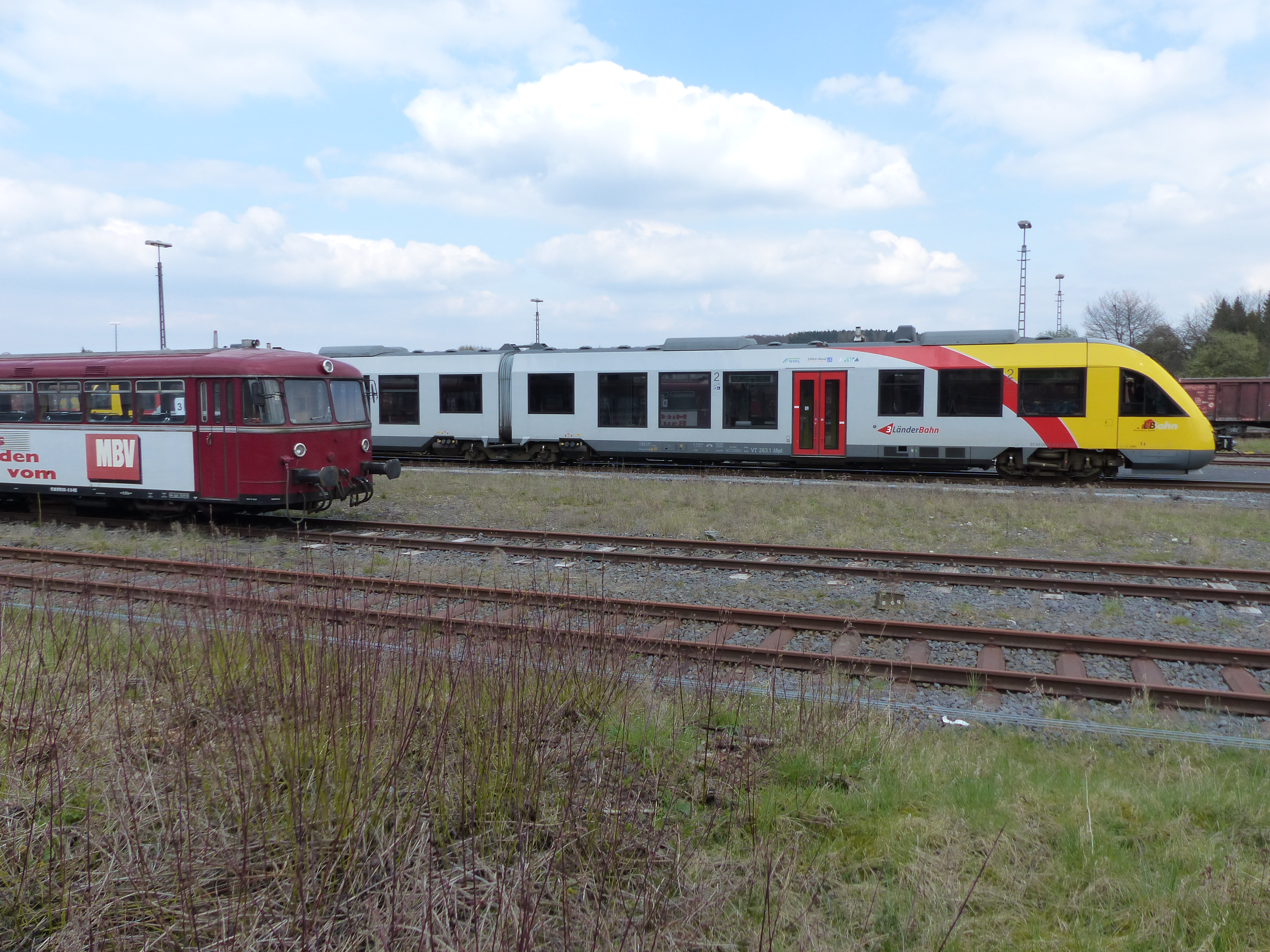
Im Bahnhof Siershahn nach Limburg abfahrender Triebwagen

- Siershahn liegt an der Unterwesterwaldbahn, auf welcher die Linie RB 29 der Hessischen Landesbahn nach dem Rheinland-Pfalz-Takt täglich im Stundentakt verkehrt.
- Anschluss an den Eisenbahnfernverkehr besteht am Bahnhof Montabaur an der Schnellfahrstrecke Köln–Rhein/Main sowie in Koblenz Hauptbahnhof an der linken Rheinstrecke.

Vom Busbahnhof Bahnhof Montabaur/FOM fahren Regionalbusverbindungen in Richtung Koblenz, Westerburg, Rennerod, Bad Marienberg, Limburg und Hachenburg sowie Fernbuslinien nach Köln und Frankfurt.
Früher war Siershahn ein wichtiger Eisenbahnknotenpunkt zwischen Limburg, Altenkirchen, Gießen und Köln. Bis auf die oben erwähnte Verbindung nach Limburg (RB 29) und die teilweise im Touristikverkehr betriebene Bahnstrecke Engers–Au wurden sämtliche Schienenverbindungen im Laufe der Zeit stillgelegt, nur Frachtverkehr findet zwischen Altenkirchen und Siershahn statt.